# ホセ・ルイス・カルデロン
ホセ・ルイス・カルデロン（José Luis Calderón, 1970年10月24日 - ）は、アルゼンチン・ラプラタ出身の元同国代表サッカー選手、現サッカー指導者。現役時代のポジションはフォワード。

## 経歴
アルゼンチン代表として、2度のコパ・アメリカ（1997年・1999年）に出場した。
2008年7月、エストゥディアンテス・デ・ラ・プラタに加入した。2008年のコパ・スダメリカーナでは準優勝し、2009年のコパ・リベルタドーレスでは主に控えとして優勝に貢献した。2009年11月25日、同年12月にアラブ首長国連邦のドバイで開催されるFIFAクラブワールドカップには出場せず、現役引退することを発表した。
翌2010年1月、引退を撤回してAAアルヘンティノス・ジュニアーズへ加入。
2011年11月、プリメーラB・ナシオナルのCAヒムナシア・イ・エスグリマ・デ・フフイに指揮官として招聘された。

## タイトル

### クラブ
エストゥディアンテス
- プリメーラ・ディビシオン : 2006-07A
- コパ・リベルタドーレス : 2009

アルセナル
- コパ・スダメリカーナ : 2007

アルヘンティノス
- プリメーラ・ディビシオン : 2009-10C

### 個人
- プリメーラ・ディビシオン得点王 : 1995-96A (13得点), 1998-99C (17得点)